# Tsuredure Children
Tsuredure Children (徒然チルドレン?, Tsurezure chirudoren, lett. "I bambini dell'ozio") è un manga yonkoma scritto e disegnato da Toshiya Wakabayashi, pubblicato online dal 2012 ed edito da Kōdansha dal 2014 al 2018. Un adattamento anime, prodotto da Studio Gokumi, è stato trasmesso in Giappone tra il 4 luglio e il 19 settembre 2017.

## Personaggi
Takurō Sugawara (城ヶ根 御前?, Shirogane Misaki)
Doppiato da: Kaito Ishikawa
Chizuru Takano (赤来 杏?, Akagi An)
Doppiata da: Inori Minase
Takeru Gōda (黒酒 路子?, Kuroki Roko)
Doppiato da: Tomoaki Maeno
Ayaka Kamine (黄瀬 美甘?, Kise Mikan)
Doppiata da: Yui Ogura
Masafumi Akagi (緑川末那?, Midorikawa Mana)
Doppiato da: Kenshō Ono
Ryōko Kaji (青山元気?, Aoyama Genki)
Doppiata da: Ayane Sakura
Haruhiko Takase (高瀬 春彦?, Takase Haruhiko)
Doppiato da: Kentarō Kumagai
Saki Kanda (神田 沙希?, Kanda Saki)
Doppiata da: Haruka Miyake
Jun Furuya (古屋 純?, Furuya Jun)
Doppiato da: Kōhei Amasaki
Yuki Minagawa (皆川 由紀?, Minagawa Yuki)
Doppiata da: Kana Hanazawa
Hotaru Furuya (古屋 ほたる?, Furuya Hotaru)
Doppiata da: Haruka Tomatsu
Shin'ichi Katori (香取 慎一?, Katori Shin'ichi)
Doppiato da: Daisuke Hirakawa

## Media

### Manga
Il manga, scritto e disegnato da Toshiya Wakabayashi, ha iniziato la pubblicazione online il 1º ottobre 2012. L'opera è stata poi serializzata sulla rivista Bessatsu Shōnen Magazine di Kōdansha dal 9 agosto 2014 e trasferita su Weekly Shōnen Magazine dal 15 aprile 2015 fino alla sua conclusione avvenuta l'11 luglio 2018. I vari capitoli sono stati raccolti in dodici volumi tankōbon, pubblicati tra il 16 agosto 2014 e il 17 agosto 2018. In America del Nord i diritti sono stati acquistati da Kodansha Comics USA.

#### Volumi
| Nº | Data di prima pubblicazione                | Data di prima pubblicazione                                                 | Data di prima pubblicazione |
| Nº | Giapponese                                 | Giapponese                                                                  |                             |
| -- | ------------------------------------------ | --------------------------------------------------------------------------- | --------------------------- |
| 1  | 16 agosto 2014                             | ISBN 978-4-06-395168-4                                                      |                             |
| 2  | 9 gennaio 2015                             | ISBN 978-4-06-395301-5                                                      |                             |
| 3  | 17 giugno 2015                             | ISBN 978-4-06-395426-5                                                      |                             |
| 4  | 17 dicembre 2015                           | ISBN 978-4-06-395515-6                                                      |                             |
| 5  | 15 aprile 2016                             | ISBN 978-4-06-395647-4                                                      |                             |
| 6  | 17 agosto 2016                             | ISBN 978-4-06-395735-8                                                      |                             |
| 7  | 17 febbraio 2017                           | ISBN 978-4-06-395849-2                                                      |                             |
| 8  | 16 giugno 2017                             | ISBN 978-4-06-395956-7                                                      |                             |
| 9  | 17 ottobre 2017                            | ISBN 978-4-06-510209-1                                                      |                             |
| 10 | 17 novembre 2017 (ed. regolare & speciale) | ISBN 978-4-06-510391-3 (ed. regolare) ISBN 978-4-06-397041-8 (ed. speciale) |                             |
| 11 | 16 marzo 2018 (ed. regolare & speciale)    | ISBN 978-4-06-511064-5 (ed. regolare) ISBN 978-4-06-397042-5 (ed. speciale) |                             |
| 12 | 17 agosto 2018                             | ISBN 978-4-06-511794-1                                                      |                             |

### Anime
Annunciato il 15 febbraio 2017 sul Weekly Shōnen Magazine di Kōdansha, un adattamento anime, prodotto da Studio Gokumi e diretto da Hiraku Kaneko, è andato in onda dal 4 luglio al 19 settembre 2017. Le sigle di apertura e chiusura sono rispettivamente Aimaimoko (アイマイモコ?) di Inori Minase e Dear di Yui Ogura. Gli episodi sono stati trasmessi in streaming in simulcast, anche coi sottotitoli in lingua italiana, da Crunchyroll.

#### Episodi
| Nº | Titolo italiano Giapponese 「Kanji」 - Rōmaji                                  | In onda           | In onda |
| Nº | Titolo italiano Giapponese 「Kanji」 - Rōmaji                                  | Giapponese        |         |
| 1  | Dichiarazioni 「告白」 - Kokuhaku                                              | 4 luglio 2017     |         |
| 2  | Primavera 「春」 - Haru                                                        | 11 luglio 2017    |         |
| 3  | Amore a bruciapelo 「至近距離恋愛」 - Shikin kyori ren'ai                      | 18 luglio 2017    |         |
| 4  | Commedia romantica 「ラブコメディ」 - Rabu komedi                              | 25 luglio 2017    |         |
| 5  | Ti guardo da lontano 「遠くから君を見てる」 - Tōku kara kimi o miteru          | 1º agosto 2017    |         |
| 6  | A noi le donne non servono 「俺達に女はいらない」 - Oretachi ni onna wa iranai | 8 agosto 2017     |         |
| 7  | Tutta colpa della febbre 「全部熱のせい」 - Zenbu netsu no sei                 | 15 agosto 2017    |         |
| 8  | L'angelo coperto di ferite 「傷だらけの天使」 - Kizudarake no tenshi           | 22 agosto 2017    |         |
| 9  | Punto e a capo 「ふりだし」 - Furidashi                                        | 29 agosto 2017    |         |
| 10 | Innamorati 「恋人たち」 - Koibito-tachi                                        | 5 settembre 2017  |         |
| 11 | Intonare 「チューニング」 - Chūningu                                           | 12 settembre 2017 |         |
| 12 | Comincia l'estate 「夏が始まる」 - Natsu ga hajimaru                           | 19 settembre 2017 |         |